# Hubertus Freiherr von Elverfeldt
Hubertus Hyazinth Josef Maria Freiherr von Elverfeldt (* 8. März 1902 in Breslau; † 18. November 1977) war ein deutscher Politiker (CDU). Er war von 1958 bis 1970 Mitglied des Landtags von Nordrhein-Westfalen.

## Leben
Hubertus Freiherr von Elverfeldt ist der Sohn der Marietta Gräfin Matuschka, Freiin von Toppolczan und Spaetgen (* 1877; † 1959), und des Gutsbesitzers Alexander Freiherr von Elverfeldt (* 1869; † 1946) auf Schloss Canstein. Zur Herrschaft Kanstein (Canstein) gehörten etwa 1516 ha. Die Nebenbesitzungen waren ein RG in Udorf mit 286 ha, das RG Heddinghausen hatte 224 ha, 204 ha das RG Borntosten sowie 219 ha des RG in Leitmar. Hubertus schloss die Schule mit der Primareife ab und absolvierte eine Ausbildung zum staatlich geprüften Landwirt. Er studierte danach an der Technischen Hochschule München. Seit dem Studium war er Mitglied der katholischen Studentenverbindung K.St.V. Rheno-Bavaria München. Von Elverfeldt war dann zunächst als Gutsbeamter in Schlesien tätig, bis er 1928 die Leitung seines land- und forstwirtschaftlichen Betriebes in Canstein im Kreis Brilon übernahm. Zum 1. Mai 1937 trat er der NSDAP bei (Mitgliedsnummer 4.680.569).
Von Elverfeldt trat 1950 in die CDU ein. Er wurde Mitglied des CDU-Kreisvorstands des Kreises Brilon. Zwischen 1956 und 1960 war er Gemeinde- und Amtsvertreter für Canstein und Niedermarsberg, von 1956 bis 1961 war er Kreistagsmitglied. Von Elverfeldt wurde bei den Landtagswahlen 1958, 1962 und 1966 jeweils als Direktkandidat der CDU im Wahlkreis 131 (Brilon) in den nordrhein-westfälischen Landtag gewählt. Er war Abgeordneter vom 21. Juli 1958 bis zum 25. Juli 1970.

## Familie
Hubertus Freiherr von Elverfeldt heiratete 1928 in Düsseldorf Franziska Freiin Ostman von der Leye, Tochter des Oberstleutnants Georg Freiherr Ostman von der Leye und der Maria Elena von Lüttgen. Das Ehepaar hat sieben Kinder. die alle auf Schloss Canstein geboren wurden, bis auf den Erben Alexander, der 1929 in Niedermarsberg zur Welt kam.
Hubertus hatte mehrere Geschwister, Marietta, Maria-Theresia, Beatrice, Gebhard und Ferdinand.